# Marquesado de Reinosa
El marquesado de Reinosa es un título nobiliario español creado por el rey Alfonso XII en favor de Fernando Calderón y Collantes, ministro del Reino, presidente del Tribunal Supremo etc., el 4 de febrero de 1878 por real decreto y el 7 de junio del mismo año por real despacho.

## Marqueses de Reinosa
|                          | Titular                       | Periodo                  |
| Creación por Alfonso XII | Creación por Alfonso XII      | Creación por Alfonso XII |
| ------------------------ | ----------------------------- | ------------------------ |
| I                        | Fernando Calderón y Collantes | 1878-1890                |
| II                       | Fernanda Calderón y Montalvo  | 1890-1938                |
| III                      | Joaquín Garralda y Valcárcel  | 1952-2000                |
| IV                       | Fernando Garralda de Roda     | 2000-pres.               |

## Historia de los marqueses de Reinosa
- Fernando Calderón de la Barca y Collantes (Reinosa, 24 de febrero de 1811-Madrid, 9 de enero de 1890), i marqués de Reinosa, juez interino de Chantada (1835), fiscal de la Audiencia de Valladolid (1839) y de Valencia (1843) y presidente de Sala de la de Barcelona, diputado a Cortes (1843-1852, 1857-1862 y 1869-1872), socio del Ateneo Científico y Literario de Madrid, magistrado en la Audiencia de Madrid (1850) y presidente de la Sala Segunda de la misma (1853), miembro de la Real Academia de Ciencias Morales y Políticas (1857), ministro del Tribunal Supremo (1857 y 1879-1882), vicepresidente de las Cortes (1859-1860), consejero de Estado (1860-1863, 1864-1865 y 1868-1870), ministro de Gracia y Justicia (1865-1866, 1875 y 1877-1879), senador electo (1871-1872, 1872-1873 y 1876-1877), presidente de la Sección de Estado y Gracia y Justicia  del Consejo de Estado (1868), senador vitalicio en la legislatura (1862-1863 y 1877), presidente de la Sección de lo Contencioso del Consejo de Estado (1875) y ministro de Estado (1875-1877), condecorado con la gran cruz de caballero de la Orden de Isabel la Católica en 1840, el collar del Toisón de Oro el 24 de septiembre de 1884, la gran cruz de la Orden de Carlos III el 7 de diciembre de 1885, junto con el collar de la misma poco después, y diez cruces de otras varias órdenes extrangeras: Cristo de Portugal, Leopoldo de Austria, Estrella Polar de Suecia, Águila Blanca de Rusia, Legión de Honor de Cambodje, Salvador de Grecia, Nischam Iftijar de Túnez y Sol naciente de Japón, entre otras.[3][4]

El 9 de junio de 1890 le sucedió su hija:
- Fernanda Calderón y Montalvo (1851-Madrid, 15 de febrero de 1938), ii marquesa de Reinosa,[1] iii marquesa de Aledo.

Casó el 11 de marzo de 1875, en Madrid, con Joaquín Garralda y Oñate, i conde de Autol y teniente de navío. El 18 de enero de 1952, tras solicitud cursada el 16 de mayo de 1949 (BOE del día 23 de ese mes) y decreto del 7 de septiembre de 1951 por el que se convalidaba la sucesión previamente otorgada por la Diputación Permanente y Consejo de la Grandeza de España y Títulos del Reino (BOE del día 24), le sucedió su nieto, hijo de José Joaquín Garralda y Calderón y su esposa María de la Asunción Valcárcel:
- Joaquín Garralda y Valcárcel (n. Madrid, 26 de julio de 1911), iii marqués de Reinosa, abogado, letrado-jefe de lo contencioso del Banco Hispano Americano.[1]

Casó con María del Socorro de Roda y Cassinello.  El 26 de octubre del 2000, tras solicitud cursada el 13 de junio de ese mismo año (BOE del 4 de julio) y orden del 12 de septiembre para que se expida la correspondiente carta de sucesión (BOE del 2 de octubre), le sucedió su hijo:
- Fernando Garralda de Roda (n. Madrid, 31 de marzo de 1943), iv marqués de Reinosa.[10]

Casó el 7 de mayo de 1969 con Helena Azpiroz y Vidaur (n. 1944).